# Rohaci, Rujîn
Rohaci (în ucraineană Рогачівська сільська рада) este o comună în raionul Rujîn, regiunea Jîtomîr, Ucraina, formată numai din satul de reședință.

## Demografie
Componența lingvistică a comunei Rohaci
     Ucraineană (98,57%)
     Alte limbi (1,15%)
Conform recensământului din 2001, majoritatea populației comunei Rohaci era vorbitoare de ucraineană (98,57%), existând în minoritate și vorbitori de alte limbi.